# Šechmad Magomedov
Šejchmagomed Magomedovič Magomedov (* 8. července 1990) je ruský zápasník–judista avarské národnosti, který v roce 2013 reprezentoval Ázerbájdžán.

## Sportovní kariéra
S judem/sambem začínal v Machačkale. Jeho otec Magomed Magomedov je bývalý několikanásobný mistr Evropy v zápasu ve volném stylu. Svojí sportovní kariéru začal neslavně v již seniorském věku jako junior pod falešným datem narozeni v dokladech (ročník 1993). V roce 2013 se snažil prosadit v ázerbájdžánské mužské reprezentaci ve střední váze do 90 kg, ale od roku 2014 se na mezinárodních turnajích neobjevoval.

### Vítězství
- 2013 – 1× světový pohár (Tbilisi)

## Výsledky
| Turnaj             | Rusko | Rusko        | Rusko        | Ázerbájdžán  |
| Turnaj             | 2010  | 2011         | 2012         | 2013         |
| Turnaj             | 20*   | 21*          | 22*          | 23           |
| Turnaj             |       | střední váha | střední váha | střední váha |
| ------------------ | ----- | ------------ | ------------ | ------------ |
| Olympijské hry     |       |              | —            |              |
| Mistrovství světa  | —     | —            |              | —            |
| Mistrovství Evropy | —     | —            | —            | úč.          |
| ME do 23 let       | —     | —            | —            | —            |
| MS juniorů         | úč.   | —            |              |              |
| ME juniorů         | —     | úč.          | úč.          |              |